# 托爾托峰
46°21′21″N 9°17′46″E / 46.35583°N 9.29611°E
托爾托峰（義大利語：Pizzo del Torto），是歐洲的山峰，位於瑞士和意大利接壤的邊境，由倫巴第大區和格勞賓登州負責管轄，屬於勒蓬廷阿爾卑斯山脈的一部分，海拔高度2,723米。

## 外部連結
- Pizzo del Torto on Hikr （页面存档备份，存于）